# فرناندو آموربیئتا
فرناندو آموربیئتا (انگلیسی: Fernando Amorebieta؛ زادهٔ ۲۹ مارس ۱۹۸۵) بازیکن فوتبال اهل ونزوئلا است.
از باشگاه‌هایی که در آن بازی کرده‌است می‌توان به اتلتیک بیلبائو، باشگاه فوتبال میدلزبرو، باشگاه فوتبال فولام، باشگاه فوتبال وست برومویچ آلبیون، باشگاه فوتبال میدلزبرو، تیم ملی فوتبال باسک، تیم ملی فوتبال ونزوئلا و اتلتیکو ایندپندینته اشاره کرد.
وی همچنین در تیم‌های ملی فوتبال Spain U19 Basque Country Venezuela بازی کرده‌است.